# Dorfkirche Bliesendorf

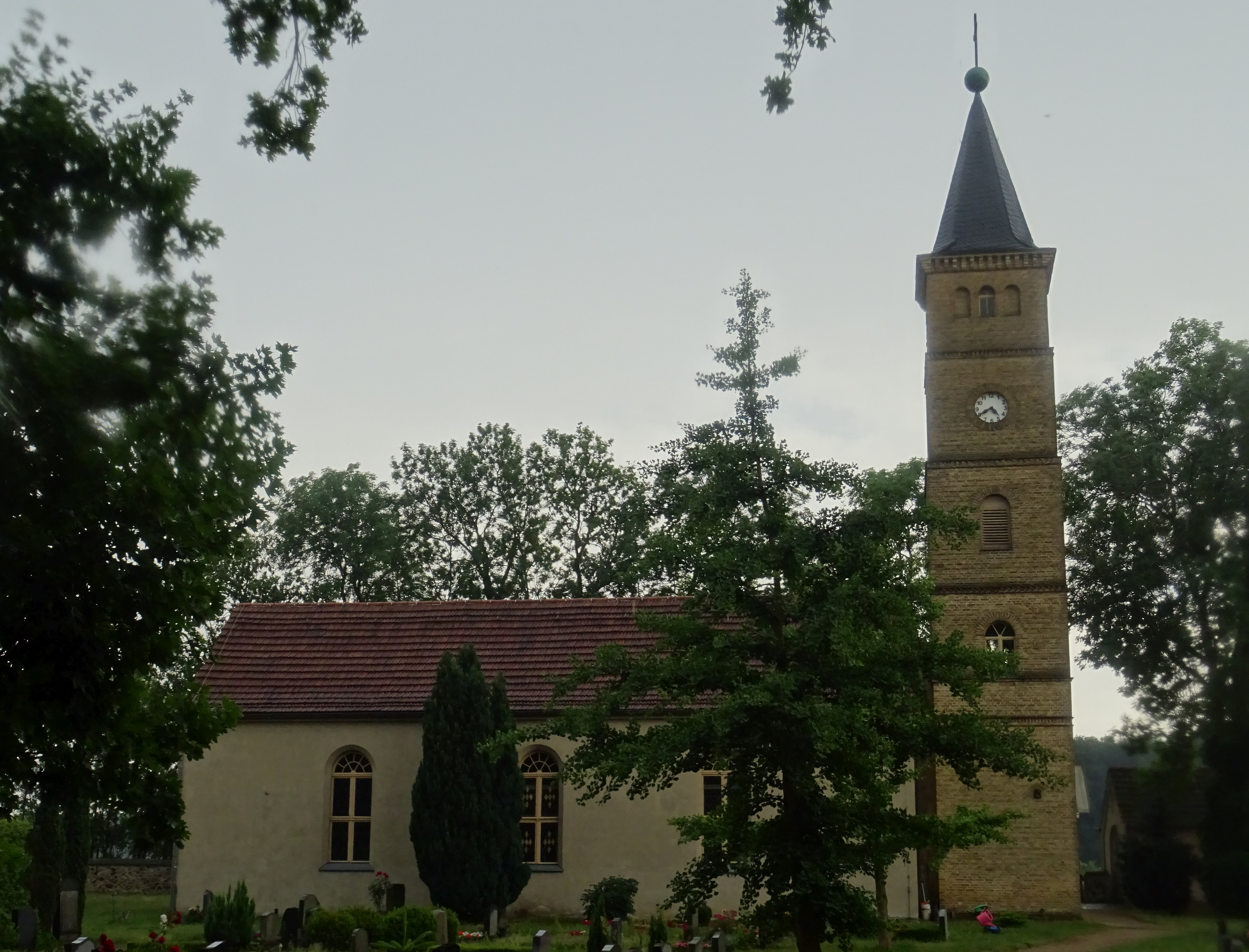
Dorfkirche Bliesendorf

Die evangelische Dorfkirche Bliesendorf ist eine neuromanische Saalkirche in Bliesendorf, einem Ortsteil der Stadt Werder (Havel) im Landkreis Potsdam-Mittelmark im Land Brandenburg. Die Kirchengemeinde gehört zum Kirchenkreis Mittelmark-Brandenburg der Evangelischen Kirche Berlin-Brandenburg-schlesische Oberlausitz.

## Lage
Die Bliesendorfer Dorfstraße führt von Süden kommend auf den historischen Dorfanger zu. Dort zweigt sie nach Westen ab und führt aus dem Ort. Das Bauwerk steht südlich der Straße auf einem leicht erhöhten Grundstück, das nach Süden und Westen hin mit einer Mauer aus unbehauenen und nicht lagig geschichteten Feldsteinen sowie einer darauf aufgebrachten Schicht Mauersteine eingefriedet ist. In der Südwestecke des Grundstücks steht eine Leichenhalle.

## Geschichte
Bliesendorf wurden 1236 erstmals urkundlich erwähnt. Vermutlich nach dieser Zeit errichteten die Siedler einen Vorgängerbau, der als Pfarrkirche diente. Als Filialkirchen um 1375 werden Lütkendorf sowie um 1450 Kammerode erwähnt, die beide später wüst fielen. Ab 1500 kam Kanin und ab 1541 Ferch hinzu. Dem Pfarrer standen zwei Hufe zu. Das Kirchenpatronat lag nach der eigenen Historie der Kirchengemeinde bis in das 20. Jh. bei den Gutsherren von Rochow-Plessow und anteilig bei der Familie (von) Kaehne-Petzow. Sie bestellten nachweislich erstmals 1540 einen Pfarrer; demzufolge muss es im Ort bereits eine Kirche gegeben haben, von der jedoch bislang nichts bekannt ist. Als sicher gilt, dass im Jahr 1727 ein Vorgängerbau existierte: Am Aufgang zur Empore befindet sich eine Inschrift, die eine Kirchweihe in diesem Jahr bezeugt. Teile dieses Bauwerks wurden in den Jahren 1847 und 1848 in einen Neubau einbezogen, wobei man Teile der Außenmauern sowie die Dachkonstruktion des Vorgängerbaus weiternutzte. Der Kirchturm aus Fachwerk war baufällig geworden, wurde abgerissen und in neoromanischen Formen neu errichtet. Die Arbeiten leitete der Wegebaumeister Jacobi aus Potsdam in Zusammenarbeit mit dem Tischlermeister Reichel sowie dem Kirchenmaler Schubert. 1854 erwarb die Kirchengemeinde eine Orgel, die 2001 restauriert wurde. Im Ersten Weltkrieg musste die Gemeinde eine Glocke von 1784 im Zuge einer Metallspende des deutschen Volkes abgeben. In den Jahren 1956/1957 tauschte die Kirchengemeinde die Kirchenausstattung aus und ließ die ursprüngliche Ausmalung überstreichen. In den Jahren 1993 bis 1993 erfolgte eine Sanierung. Dabei wurden der Putz erneuert und der Innenraum renoviert. Experten legten dabei die ursprüngliche Ausmalung zum Teil wieder frei. 1995 wurde die Friedhofsmauer saniert. Zwei Jahre später erfolgte die Sanierung des Kirchturms.

## Baubeschreibung

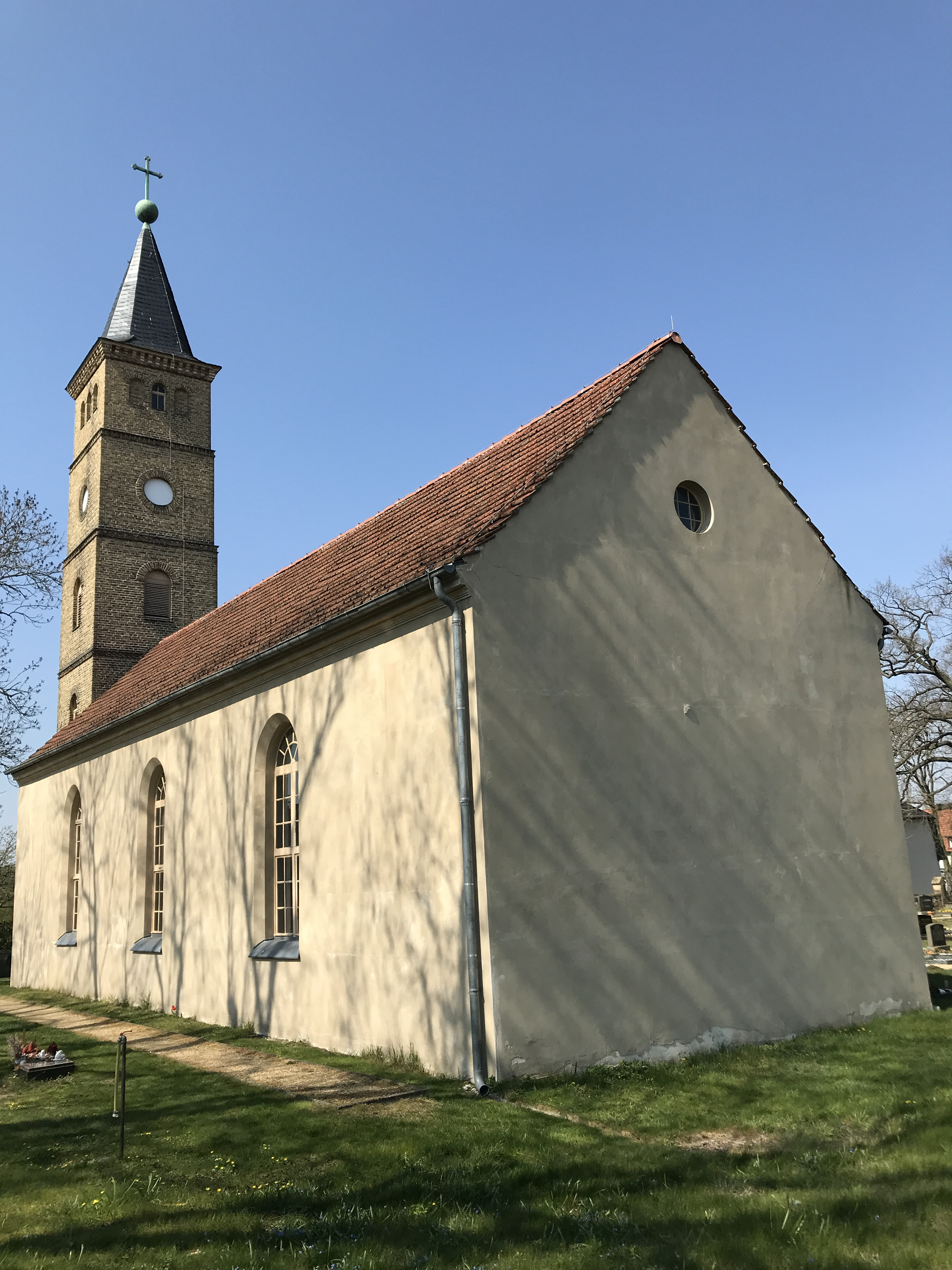
Südostansicht

Das Bauwerk wurde unter Verwendung von Feldsteinen des Vorgängerbaus im Wesentlichen aus Mauersteinen errichtet, die anschließend verputzt wurden. Über den genauen Verlauf der Baunaht kann daher ohne weitere Untersuchungen keine Aussage getroffen werden. Der Chor ist gerade, nicht eingezogen und fensterlos. Der Ostgiebel ist ebenfalls fensterlos, mittig ist ein kleines Ochsenauge.
Das Kirchenschiff hat einen rechteckigen Grundriss bei einer Länge von rund 21 Metern und einer Breite von rund 8 Metern. Es ist vergleichsweise schlicht aufgebaut. An der Nord- und Südseite sind je drei große Rundbogenfenster. Das Schiff trägt ein schlichtes Satteldach.
Daran schließt sich nach Westen mittels eines schmalen Zwischenstücks der Kirchturm an. Er hat einen quadratischen Grundriss und wurde aus gelblichen Mauersteinen errichtet. Der Zugang von Westen erfolgt über ein rundbogiges Portal. Die fünf Geschosse verjüngen sich nach oben hin und sind durch Gesimse voneinander optisch getrennt. Im zweiten Geschoss ist an den zugänglichen Seiten je ein Rundbogenfenster angeordnet; im dritten je eine rundbogige Klangarkade. Oberhalb, im vierten Geschoss, befindet sich je eine kreisförmige Blende mit je einer Turmuhr. Das obere Geschoss besteht aus drei gekuppelten Blenden, von denen die jeweils äußeren zugesetzt sind. Der Turmhelm schließt mit einer Turmkugel und Kreuz ab.

## Ausstattung

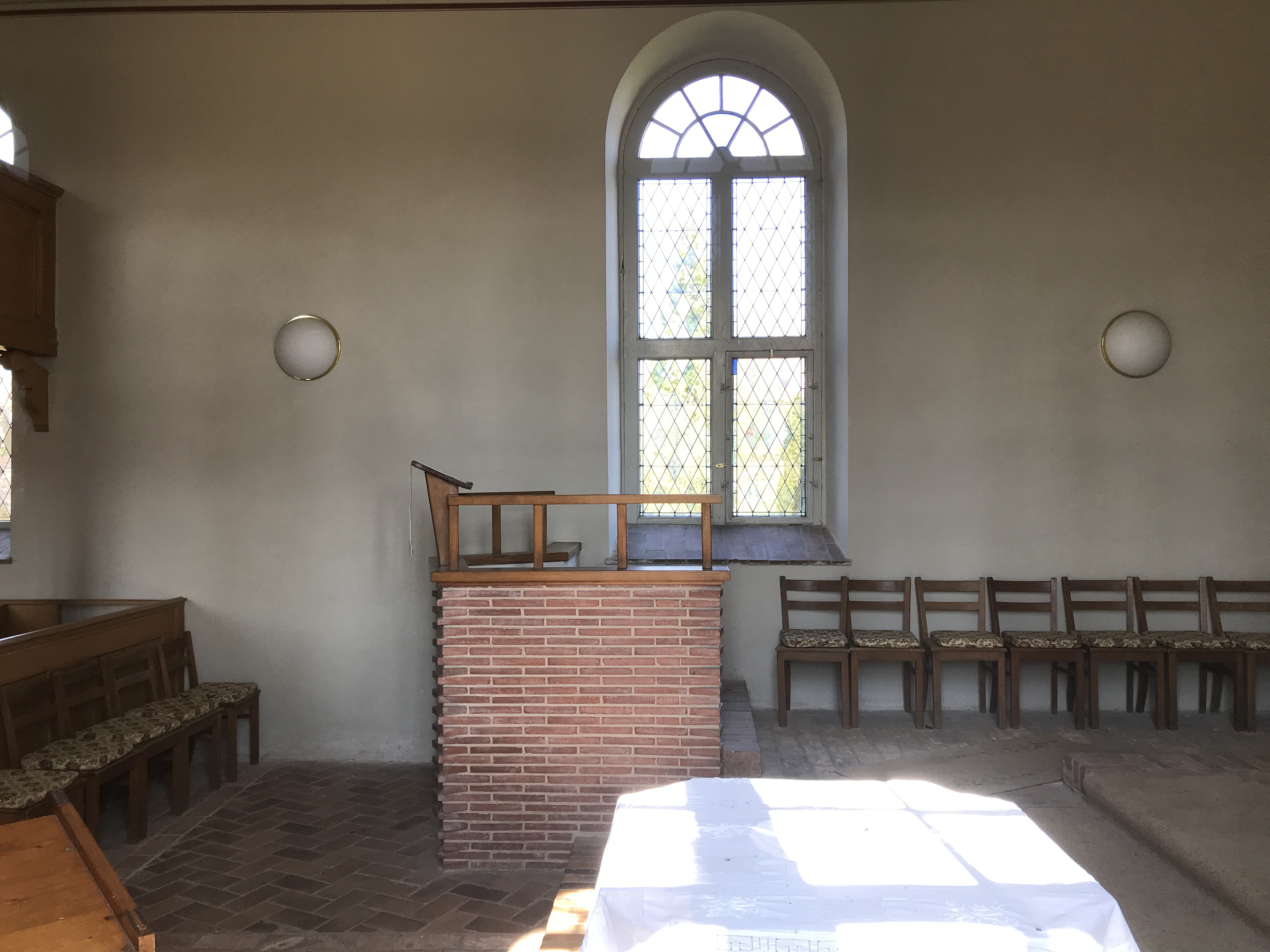
Blick ins Kirchenschiff

Die Kirchenausstattung mit Altar, Kanzel mit expressionistisch betonten Ecken und Fünte stammt aus der Zeit des letzten Umbaus in den Jahren 1956/1957. Das Dehio-Handbuch bewertet sie als „qualitätvolle Stücke“, die aus roten Ziegelriemchen errichtet wurden. Hinter dem Altar hängt an der Ostwand ein schlichtes Holzkreuz.
Die Hufeisenempore aus dem 19. Jahrhundert kann durch einen Aufgang auf der Westseite erreicht werden. Dort hängt eine Bauinschrift, die auf den Vorgängerbau aus dem Jahr 1727 hinweist. Die Brüstung ist mit rechteckigen Feldern gegliedert. An der nordöstlichen Stütze konnten Experten die bauzeitliche Farbfassung freilegen. Das Bauwerk hat eine flache, verputzte Decke und einen Fußboden, dessen Ziegelsteine größtenteils in der Region um Glindow gebrannt wurden. Der Altarraum ist dabei um zwei Stufen erhöht aufgebaut.
Auf der Westseite der Empore steht eine Orgel. Das Instrument baute Carl Ludwig Gesell im Jahr 1854. Es verfügt über sieben Register, ein Manual sowie Pedal und mechanische Schleiflade. Das dreiteilige Prospekt ist im Tudorstil gehalten, wobei der mittlere Teil mit Maßwerk verziert ist. Das Instrument wurde 2001 von Alexander Schuke Potsdam Orgelbau restauriert.
Im Turm hängt eine Glocke aus dem Jahr 1716, die aus dem Vorgängerbau übernommen wurde. Sie wurde von Pierre Caillet in Berlin gegossen. Sie trägt die Inschrift: „TOBIAS  MUND  CREUTZWITZIO  BRANDENBURGENSIS / PASTOR  IN  BLIESENDORF    PETER  RIETZ   SCHULTZE / ANDREAS  BOLDEKE  UND  ANDREAS  BEREND   KIRCHENVORSTEHER / ANNO 1716  PIERRE CAILLIET  ET  HENRI  ROLLET  FECIT  A  BERLIN“.